# Suddivisione amministrativa dello Hebei
La provincia dello Hebei è suddivisa amministrativamente nei seguenti tre livelli:
- 11 prefetture (地区 dìqū)
  - 11 città con status di prefettura
- 172 contee (县 xiàn)
  - 22 città con status di contea (县级市 xiànjíshì)
  - 108 contee
  - 6 contee autonome (自治县 zìzhìxiàn)
  - 36 distretti (市辖区 shìxiáqū)
- 2207 città (镇 zhèn)
  - 1 distretto
  - 937 città (镇 zhèn)
  - 979 comuni (乡 xiāng)
  - 55 comuni etnici (民族乡 mínzúxiāng)
  - 235 sotto-distretti (街道办事处 jiēdàobànshìchù)

| Prefettura                             | Contee, distretti e città                    | Contee, distretti e città | Contee, distretti e città         |
| Prefettura                             | Nome                                         | Cinese (S)                | Hanyu Pinyin                      |
| -------------------------------------- | -------------------------------------------- | ------------------------- | --------------------------------- |
| Shijiazhuang 石家庄市 Shíjiāzhuāng Shì | Distretto di Chang'an                        | 长安区                    | Cháng'ān Qū                       |
| Shijiazhuang 石家庄市 Shíjiāzhuāng Shì | Distretto di Qiaodong                        | 桥东区                    | Qiáodōng Qū                       |
| Shijiazhuang 石家庄市 Shíjiāzhuāng Shì | Distretto di Qiaoxi                          | 桥西区                    | Qiáoxī Qū                         |
| Shijiazhuang 石家庄市 Shíjiāzhuāng Shì | Distretto di Xinhua                          | 新华区                    | Xīnhuá Qū                         |
| Shijiazhuang 石家庄市 Shíjiāzhuāng Shì | Distretto di Yuhua                           | 裕华区                    | Yùhuá Qū                          |
| Shijiazhuang 石家庄市 Shíjiāzhuāng Shì | Distretto di Jingxing Kuang                  | 井陉矿区                  | Jǐngxíngkuàng Qū                  |
| Shijiazhuang 石家庄市 Shíjiāzhuāng Shì | Xinji                                        | 辛集市                    | Xīnjí Shì                         |
| Shijiazhuang 石家庄市 Shíjiāzhuāng Shì | Distretto di Gaocheng                        | 藁城区                    | Gǎochéng Qū                       |
| Shijiazhuang 石家庄市 Shíjiāzhuāng Shì | Jinzhou                                      | 晋州市                    | Jìnzhōu Shì                       |
| Shijiazhuang 石家庄市 Shíjiāzhuāng Shì | Xinle                                        | 新乐市                    | Xīnlè Shì                         |
| Shijiazhuang 石家庄市 Shíjiāzhuāng Shì | Distretto di Luquan                          | 鹿泉市                    | Lùquán Qū                         |
| Shijiazhuang 石家庄市 Shíjiāzhuāng Shì | Contea di Jingxing                           | 井陉县                    | Jǐngxíng Xiàn                     |
| Shijiazhuang 石家庄市 Shíjiāzhuāng Shì | Contea di Zhengding                          | 正定县                    | Zhèngdìng Xiàn                    |
| Shijiazhuang 石家庄市 Shíjiāzhuāng Shì | Distretto di Luancheng                       | 栾城区                    | Luánchéng Qū                      |
| Shijiazhuang 石家庄市 Shíjiāzhuāng Shì | Contea di Xingtang                           | 行唐县                    | Xíngtáng Xiàn                     |
| Shijiazhuang 石家庄市 Shíjiāzhuāng Shì | Contea di Lingshou                           | 灵寿县                    | Língshòu Xiàn                     |
| Shijiazhuang 石家庄市 Shíjiāzhuāng Shì | Contea di Gaoyi                              | 高邑县                    | Gāoyì Xiàn                        |
| Shijiazhuang 石家庄市 Shíjiāzhuāng Shì | Contea di Shenze                             | 深泽县                    | Shēnzé Xiàn                       |
| Shijiazhuang 石家庄市 Shíjiāzhuāng Shì | Contea di Zanhuang                           | 赞皇县                    | Zànhuáng Xiàn                     |
| Shijiazhuang 石家庄市 Shíjiāzhuāng Shì | Contea di Wuji                               | 无极县                    | Wújí Xiàn                         |
| Shijiazhuang 石家庄市 Shíjiāzhuāng Shì | Contea di Pingshan                           | 平山县                    | Píngshān Xiàn                     |
| Shijiazhuang 石家庄市 Shíjiāzhuāng Shì | Contea di Yuanshi                            | 元氏县                    | Yuánshì Xiàn                      |
| Shijiazhuang 石家庄市 Shíjiāzhuāng Shì | Contea di Zhao                               | 赵县                      | Zhào Xiàn                         |
| Zhangjiakou 张家口市 Zhāngjiākǒu Shì   | Distretto di Qiaoxi                          | 桥西区                    | Qiáoxī Qū                         |
| Zhangjiakou 张家口市 Zhāngjiākǒu Shì   | Distretto di Qiaodong                        | 桥东区                    | Qiáodōng Qū                       |
| Zhangjiakou 张家口市 Zhāngjiākǒu Shì   | Distretto di Xuanhua                         | 宣化区                    | Xuānhuà Qū                        |
| Zhangjiakou 张家口市 Zhāngjiākǒu Shì   | Distretto di Xiahuayuan                      | 下花园区                  | Xiàhuāyuán Qū                     |
| Zhangjiakou 张家口市 Zhāngjiākǒu Shì   | Contea di Zhangbei                           | 张北县                    | Zhāngběi Xiàn                     |
| Zhangjiakou 张家口市 Zhāngjiākǒu Shì   | Contea di Kangbao                            | 康保县                    | Kāngbǎo Xiàn                      |
| Zhangjiakou 张家口市 Zhāngjiākǒu Shì   | Contea di Guyuan                             | 沽源县                    | Gūyuán Xiàn                       |
| Zhangjiakou 张家口市 Zhāngjiākǒu Shì   | Contea di Shangyi                            | 尚义县                    | Shàngyì Xiàn                      |
| Zhangjiakou 张家口市 Zhāngjiākǒu Shì   | Contea di Yu                                 | 蔚县                      | Yù Xiàn                           |
| Zhangjiakou 张家口市 Zhāngjiākǒu Shì   | Contea di Yangyuan                           | 阳原县                    | Yángyuán Xiàn                     |
| Zhangjiakou 张家口市 Zhāngjiākǒu Shì   | Contea di Huai'an                            | 怀安县                    | Huái'ān Xiàn                      |
| Zhangjiakou 张家口市 Zhāngjiākǒu Shì   | Distretto di Wanquan                         | 万全区                    | Wànquán Qū                        |
| Zhangjiakou 张家口市 Zhāngjiākǒu Shì   | Contea di Huailai                            | 怀来县                    | Huáilái Xiàn                      |
| Zhangjiakou 张家口市 Zhāngjiākǒu Shì   | Contea di Zhuolu                             | 涿鹿县                    | Zhuōlù Xiàn                       |
| Zhangjiakou 张家口市 Zhāngjiākǒu Shì   | Contea di Chicheng                           | 赤城县                    | Chìchéng Xiàn                     |
| Zhangjiakou 张家口市 Zhāngjiākǒu Shì   | Distretto di Chongli                         | 崇礼区                    | Chónglǐ Qū                        |
| Chengde 承德市 Chéngdé Shì             | Distretto di Shuangqiao                      | 双桥区                    | Shuāngqiáo Qū                     |
| Chengde 承德市 Chéngdé Shì             | Distretto di Shuangluan                      | 双滦区                    | Shuāngluán Qū                     |
| Chengde 承德市 Chéngdé Shì             | Distretto di Yingshouyingzikuang             | 鹰手营子矿区              | Yīngshǒuyíngzi Kuàngqū            |
| Chengde 承德市 Chéngdé Shì             | Contea di Chengde                            | 承德县                    | Chéngdé Xiàn                      |
| Chengde 承德市 Chéngdé Shì             | Contea di Xinglong                           | 兴隆县                    | Xīnglóng Xiàn                     |
| Chengde 承德市 Chéngdé Shì             | Pingquan                                     | 平泉市                    | Píngquán Shì                      |
| Chengde 承德市 Chéngdé Shì             | Contea di Luanping                           | 滦平县                    | Luánpíng Xiàn                     |
| Chengde 承德市 Chéngdé Shì             | Contea di Longhua                            | 隆化县                    | Lónghuà Xiàn                      |
| Chengde 承德市 Chéngdé Shì             | Contea autonoma manciù di Fengning           | 丰宁满族自治县            | Fēngníng Mǎnzú Zìzhìxiàn          |
| Chengde 承德市 Chéngdé Shì             | Contea autonoma manciù di Kuancheng          | 宽城满族自治县            | Kuānchéng Mǎnzú Zìzhìxiàn         |
| Chengde 承德市 Chéngdé Shì             | Contea autonoma manciù e mongola di Weichang | 围场满族 蒙古族自治县     | Wéichǎng Mǎnzú Měnggǔzú Zìzhìxiàn |
| Qinhuangdao 秦皇岛市 Qínhuángdǎo Shì   | Distretto di Haigang                         | 海港区                    | Hǎigǎng Qū                        |
| Qinhuangdao 秦皇岛市 Qínhuángdǎo Shì   | Distretto di Shanhaiguan                     | 山海关区                  | Shānhǎiguān Qū                    |
| Qinhuangdao 秦皇岛市 Qínhuángdǎo Shì   | Distretto di Beidaihe                        | 北戴河区                  | Běidàihé Qū                       |
| Qinhuangdao 秦皇岛市 Qínhuángdǎo Shì   | Contea di Changli                            | 昌黎县                    | Chānglí Xiàn                      |
| Qinhuangdao 秦皇岛市 Qínhuángdǎo Shì   | Contea di Funing                             | 抚宁县                    | Fǔníng Xiàn                       |
| Qinhuangdao 秦皇岛市 Qínhuángdǎo Shì   | Contea di Lulong                             | 卢龙县                    | Lúlóng Xiàn                       |
| Qinhuangdao 秦皇岛市 Qínhuángdǎo Shì   | Contea autonoma manciù di Qinglong           | 青龙满族自治县            | Qīnglóng Mǎnzú Zìzhìxiàn          |
| Tangshan 唐山市 Tángshān Shì           | Distretto di Lubei                           | 路北区                    | Lùběi Qū                          |
| Tangshan 唐山市 Tángshān Shì           | Distretto di Lunan                           | 路南区                    | Lù'nán Qū                         |
| Tangshan 唐山市 Tángshān Shì           | Distretto di Guye                            | 古冶区                    | Gǔyě Qū                           |
| Tangshan 唐山市 Tángshān Shì           | Distretto di Kaiping                         | 开平区                    | Kāipíng Qū                        |
| Tangshan 唐山市 Tángshān Shì           | Distretto di Fengrun                         | 丰润区                    | Fēngrùn Qū                        |
| Tangshan 唐山市 Tángshān Shì           | Distretto di Fengnan                         | 丰南区                    | Fēngnán Qū                        |
| Tangshan 唐山市 Tángshān Shì           | Zunhua                                       | 遵化市                    | Zūnhuà Shì                        |
| Tangshan 唐山市 Tángshān Shì           | Qian'an                                      | 迁安市                    | Qiān'ān Shì                       |
| Tangshan 唐山市 Tángshān Shì           | Luanzhou                                     | 滦州市                    | Luánzhōu Shì                      |
| Tangshan 唐山市 Tángshān Shì           | Contea di Luannan                            | 滦南县                    | Luánnán Xiàn                      |
| Tangshan 唐山市 Tángshān Shì           | Contea di Laoting                            | 乐亭县                    | Laòtíng Xiàn                      |
| Tangshan 唐山市 Tángshān Shì           | Contea di Qianxi                             | 迁西县                    | Qiānxī Xiàn                       |
| Tangshan 唐山市 Tángshān Shì           | Contea di Yutian                             | 玉田县                    | Yùtián Xiàn                       |
| Tangshan 唐山市 Tángshān Shì           | Distretto di Caofeidian                      | 曹妃甸区                  | Cáofēidiàn Qū                     |
| Langfang 廊坊市 Lángfáng Shì           | Distretto di Anci                            | 安次区                    | Āncì Qū                           |
| Langfang 廊坊市 Lángfáng Shì           | Distretto di Guangyang                       | 广阳区                    | Guǎngyáng Qū                      |
| Langfang 廊坊市 Lángfáng Shì           | Bazhou                                       | 霸州市                    | Bàzhōu Shì                        |
| Langfang 廊坊市 Lángfáng Shì           | Sanhe                                        | 三河市                    | Sānhé Shì                         |
| Langfang 廊坊市 Lángfáng Shì           | Contea di Gu'an                              | 固安县                    | Gù'ān Xiàn                        |
| Langfang 廊坊市 Lángfáng Shì           | Contea di Yongqing                           | 永清县                    | Yǒngqīng Xiàn                     |
| Langfang 廊坊市 Lángfáng Shì           | Contea di Xianghe                            | 香河县                    | Xiānghé Xiàn                      |
| Langfang 廊坊市 Lángfáng Shì           | Contea di Dacheng                            | 大城县                    | Dàchéng Xiàn                      |
| Langfang 廊坊市 Lángfáng Shì           | Contea di Wen'an                             | 文安县                    | Wén'ān Xiàn                       |
| Langfang 廊坊市 Lángfáng Shì           | Contea autonoma hui di Dachang               | 大厂回族自治县            | Dàchǎng Huízú Zìzhìxiàn           |
| Baoding 保定市 Bǎodìng Shì             | Distretto di Xinshi                          | 新市区                    | Xīnshì Qū                         |
| Baoding 保定市 Bǎodìng Shì             | Distretto di Lianchi                         | 莲池区                    | Liánchí Qū                        |
| Baoding 保定市 Bǎodìng Shì             | Dingzhou                                     | 定州市                    | Dìngzhōu Shì                      |
| Baoding 保定市 Bǎodìng Shì             | Zhuozhou                                     | 涿州市                    | Zhuōzhōu Shì                      |
| Baoding 保定市 Bǎodìng Shì             | Anguo                                        | 安国市                    | Ānguó Shì                         |
| Baoding 保定市 Bǎodìng Shì             | Gaobeidian                                   | 高碑店市                  | Gāobēidiàn Shì                    |
| Baoding 保定市 Bǎodìng Shì             | Distretto di Mancheng                        | 满城区                    | Mǎnchéng Qū                       |
| Baoding 保定市 Bǎodìng Shì             | Contea di Qingyuan                           | 清苑县                    | Qīngyuàn Xiàn                     |
| Baoding 保定市 Bǎodìng Shì             | Contea di Yi                                 | 易县                      | Yì Xiàn                           |
| Baoding 保定市 Bǎodìng Shì             | Distretto di Xushui                          | 徐水区                    | Xúshuǐ Qū                         |
| Baoding 保定市 Bǎodìng Shì             | Contea di Laiyuan                            | 涞源县                    | Láiyuán Xiàn                      |
| Baoding 保定市 Bǎodìng Shì             | Contea di Dingxing                           | 定兴县                    | Dìngxīng Xiàn                     |
| Baoding 保定市 Bǎodìng Shì             | Contea di Shunping                           | 顺平县                    | Shùnpíng Xiàn                     |
| Baoding 保定市 Bǎodìng Shì             | Contea di Tang                               | 唐县                      | Táng Xiàn                         |
| Baoding 保定市 Bǎodìng Shì             | Contea di Wangdu                             | 望都县                    | Wàngdū Xiàn                       |
| Baoding 保定市 Bǎodìng Shì             | Contea di Laishui                            | 涞水县                    | Láishuǐ Xiàn                      |
| Baoding 保定市 Bǎodìng Shì             | Contea di Gaoyang                            | 高阳县                    | Gāoyáng Xiàn                      |
| Baoding 保定市 Bǎodìng Shì             | Contea di Anxin                              | 安新县                    | Ānxīn Xiàn                        |
| Baoding 保定市 Bǎodìng Shì             | Contea di Xiong                              | 雄县                      | Xióng Xiàn                        |
| Baoding 保定市 Bǎodìng Shì             | Contea di Rongcheng                          | 容城县                    | Róngchéng Xiàn                    |
| Baoding 保定市 Bǎodìng Shì             | Contea di Quyang                             | 曲阳县                    | Qūyáng Xiàn                       |
| Baoding 保定市 Bǎodìng Shì             | Contea di Fuping                             | 阜平县                    | Fùpíng Xiàn                       |
| Baoding 保定市 Bǎodìng Shì             | Contea di Boye                               | 博野县                    | Bóyě Xiàn                         |
| Baoding 保定市 Bǎodìng Shì             | Contea di Li                                 | 蠡县                      | Lǐ Xiàn                           |
| Cangzhou 沧州市 Cāngzhōu Shì           | Distretto di Yunhe                           | 运河区                    | Yùnhé Qū                          |
| Cangzhou 沧州市 Cāngzhōu Shì           | Distretto di Xinhua                          | 新华区                    | Xīnhuá Qū                         |
| Cangzhou 沧州市 Cāngzhōu Shì           | Botou                                        | 泊头市                    | Bótóu Shì                         |
| Cangzhou 沧州市 Cāngzhōu Shì           | Renqiu                                       | 任丘市                    | Rénqiū Shì                        |
| Cangzhou 沧州市 Cāngzhōu Shì           | Huanghua                                     | 黄骅市                    | Huánghuá Shì                      |
| Cangzhou 沧州市 Cāngzhōu Shì           | Hejian                                       | 河间市                    | Héjiān Shì                        |
| Cangzhou 沧州市 Cāngzhōu Shì           | Contea di Cang                               | 沧县                      | Cāng Xiàn                         |
| Cangzhou 沧州市 Cāngzhōu Shì           | Contea di Qing                               | 青县                      | Qīng Xiàn                         |
| Cangzhou 沧州市 Cāngzhōu Shì           | Contea di Dongguang                          | 东光县                    | Dōngguāng Xiàn                    |
| Cangzhou 沧州市 Cāngzhōu Shì           | Contea di Haixing                            | 海兴县                    | Hǎixīng Xiàn                      |
| Cangzhou 沧州市 Cāngzhōu Shì           | Contea di Yanshan                            | 盐山县                    | Yánshān Xiàn                      |
| Cangzhou 沧州市 Cāngzhōu Shì           | Contea di Suning                             | 肃宁县                    | Sùníng Xiàn                       |
| Cangzhou 沧州市 Cāngzhōu Shì           | Contea di Nanpi                              | 南皮县                    | Nánpí Xiàn                        |
| Cangzhou 沧州市 Cāngzhōu Shì           | Contea di Wuqiao                             | 吴桥县                    | Wúqiáo Xiàn                       |
| Cangzhou 沧州市 Cāngzhōu Shì           | Contea di Xian                               | 献县                      | Xìàn Xiàn                         |
| Cangzhou 沧州市 Cāngzhōu Shì           | Contea autonoma hui di Mengcun               | 孟村回族自治县            | Mèngcūn Huízú Zìzhìxiàn           |
| Hengshui 衡水市 Héngshuǐ Shì           | Distretto di Taocheng                        | 桃城区                    | Táochéng Qū                       |
| Hengshui 衡水市 Héngshuǐ Shì           | Jizhou                                       | 冀州区                    | Jìzhōu Qū                         |
| Hengshui 衡水市 Héngshuǐ Shì           | Shenzhou                                     | 深州市                    | Shēnzhōu Shì                      |
| Hengshui 衡水市 Héngshuǐ Shì           | Contea di Zaoqiang                           | 枣强县                    | Zǎoqiáng Xiàn                     |
| Hengshui 衡水市 Héngshuǐ Shì           | Contea di Wuyi                               | 武邑县                    | Wǔyì Xiàn                         |
| Hengshui 衡水市 Héngshuǐ Shì           | Contea di Wuqiang                            | 武强县                    | Wǔqiáng Xiàn                      |
| Hengshui 衡水市 Héngshuǐ Shì           | Contea di Raoyang                            | 饶阳县                    | Ráoyáng Xiàn                      |
| Hengshui 衡水市 Héngshuǐ Shì           | Contea di Anping                             | 安平县                    | Ānpíng Xiàn                       |
| Hengshui 衡水市 Héngshuǐ Shì           | Contea di Gucheng                            | 故城县                    | Gùchéng Xiàn                      |
| Hengshui 衡水市 Héngshuǐ Shì           | Contea di Jing                               | 景县                      | Jǐng Xiàn                         |
| Hengshui 衡水市 Héngshuǐ Shì           | Contea di Fucheng                            | 阜城县                    | Fùchéng Xiàn                      |
| Xingtai 邢台市 Xíngtái Shì             | Distretto di Qiaodong                        | 桥东区                    | Qiáodōng Qū                       |
| Xingtai 邢台市 Xíngtái Shì             | Distretto di Qiaoxi                          | 桥西区                    | Qiáoxī Qū                         |
| Xingtai 邢台市 Xíngtái Shì             | Nangong                                      | 南宫市                    | Nángōng Shì                       |
| Xingtai 邢台市 Xíngtái Shì             | Shahe                                        | 沙河市                    | Shāhé Shì                         |
| Xingtai 邢台市 Xíngtái Shì             | Contea di Xingtai                            | 邢台县                    | Xíngtái Xiàn                      |
| Xingtai 邢台市 Xíngtái Shì             | Contea di Lincheng                           | 临城县                    | Línchéng Xiàn                     |
| Xingtai 邢台市 Xíngtái Shì             | Contea di Neiqiu                             | 内丘县                    | Nèiqiū Xiàn                       |
| Xingtai 邢台市 Xíngtái Shì             | Contea di Baixiang                           | 柏乡县                    | Bǎixiāng Xiàn                     |
| Xingtai 邢台市 Xíngtái Shì             | Contea di Longyao                            | 隆尧县                    | Lóngyáo Xiàn                      |
| Xingtai 邢台市 Xíngtái Shì             | Contea di Ren                                | 任县                      | Rén Xiàn                          |
| Xingtai 邢台市 Xíngtái Shì             | Contea di Nanhe                              | 南和县                    | Nánhé Xiàn                        |
| Xingtai 邢台市 Xíngtái Shì             | Contea di Ningjin                            | 宁晋县                    | Níngjìn Xiàn                      |
| Xingtai 邢台市 Xíngtái Shì             | Contea di Julu                               | 巨鹿县                    | Jùlù Xiàn                         |
| Xingtai 邢台市 Xíngtái Shì             | Contea di Xinhe                              | 新河县                    | Xīnhé Xiàn                        |
| Xingtai 邢台市 Xíngtái Shì             | Contea di Guangzong                          | 广宗县                    | Guǎngzōng Xiàn                    |
| Xingtai 邢台市 Xíngtái Shì             | Contea di Pingxiang                          | 平乡县                    | Píngxiāng Xiàn                    |
| Xingtai 邢台市 Xíngtái Shì             | Contea di Wei                                | 威县                      | Wēi Xiàn                          |
| Xingtai 邢台市 Xíngtái Shì             | Contea di Qinghe                             | 清河县                    | Qīnghé Xiàn                       |
| Xingtai 邢台市 Xíngtái Shì             | Contea di Linxi                              | 临西县                    | Línxī Xiàn                        |
| Handan 邯郸市 Hándān Shì               | Distretto di Congtai                         | 丛台区                    | Cóngtái Qū                        |
| Handan 邯郸市 Hándān Shì               | Distretto di Hanshan                         | 邯山区                    | Hánshān Qū                        |
| Handan 邯郸市 Hándān Shì               | Distretto di Fuxing                          | 复兴区                    | Fùxīng Qū                         |
| Handan 邯郸市 Hándān Shì               | Distretto di Fengfengkuang                   | 峰峰矿区                  | Fēngfēng Kuàng Qū                 |
| Handan 邯郸市 Hándān Shì               | Wu'an                                        | 武安市                    | Wǔ'ān Shì                         |
| Handan 邯郸市 Hándān Shì               | Contea di Linzhang                           | 临漳县                    | Línzhāng Xiàn                     |
| Handan 邯郸市 Hándān Shì               | Contea di Cheng'an                           | 成安县                    | Chéng'ān Xiàn                     |
| Handan 邯郸市 Hándān Shì               | Contea di Daming                             | 大名县                    | Dàmíng Xiàn                       |
| Handan 邯郸市 Hándān Shì               | Contea di She                                | 涉县                      | Shè Xiàn                          |
| Handan 邯郸市 Hándān Shì               | Contea di Ci                                 | 磁县                      | Cí Xiàn                           |
| Handan 邯郸市 Hándān Shì               | Distretto di Feixiang                        | 肥乡区                    | Féixiāng Qū                       |
| Handan 邯郸市 Hándān Shì               | Distretto di Yongnian                        | 永年区                    | Yǒngnián Qū                       |
| Handan 邯郸市 Hándān Shì               | Contea di Qiu                                | 邱县                      | Qiū Xiàn                          |
| Handan 邯郸市 Hándān Shì               | Contea di Jize                               | 鸡泽县                    | Jīzé Xiàn                         |
| Handan 邯郸市 Hándān Shì               | Contea di Guangping                          | 广平县                    | Guǎngpíng Xiàn                    |
| Handan 邯郸市 Hándān Shì               | Contea di Guantao                            | 馆陶县                    | Guǎntáo Xiàn                      |
| Handan 邯郸市 Hándān Shì               | Contea di Wei                                | 魏县                      | Wèi Xiàn                          |
| Handan 邯郸市 Hándān Shì               | Contea di Quzhou                             | 曲周县                    | Qǔzhōu Xiàn                       |

## Variazioni recenti
- 1995: Il distretto di Dongkuang (东矿区) della prefettura di Tangshan è stato rinominato distretto di Guye.
- 1996: la prefettura di Hengshui (衡水地区) diventa città-prefettura; l'omonima contea diventa contea di Taocheng.
- 1996: la contea di Qiu subisce una lieve modifica nella grafia cinese del nome (che da 丘县 diventa 邱县).
- 1996: la contea di Qian'an diventa città-contea.
- 2000: viene creato il distretto di Anci dallo scorporo di parte del distretto di Guangyang, nella prefettura di Langfang.
- 2001: viene creato il distretto di Yuhua.
- 2002: la città-contea di Fengnan, nella prefettura di Tangshan, diventa distretto.